# Carlos Galofré (guionista)
Carlos Alberto Galofré Cordero (Santiago de Chile) es un guionista de televisión chileno.

## Biografía
Asumió como jefe de guion de La doña: Más indomable que nunca (2011), dirigida por Vicente Sabatini. Con un costo de US$5.000.000, es la telenovela con mayor inversión realizada por Chilevisión. Protagonizada por Claudia Di Girolamo en el personaje titular de Catalina de los Ríos y Lisperguer,   alcanzó altos índices de audiencias, derrotando en horario a Su nombre es Joaquín, de Víctor Carrasco y María Eugenia Rencoret.
Posteriormente, Galofré se encargó de la jefatura de guiones de Graduados (2013), adaptación de telenovela homónima argentina escrita por Sebastián Ortega. La telenovela estrenada por Chilevisión debido a su éxito alcanzó 212 episodios.
En 2015 Vicente Sabatini le concedió la jefatura de los guiones de El camionero, estrenada por Televisión Nacional de Chile en agosto de 2016. La telenovela elevó la audiencia del canal estatal, siendo la última producción que alcanza los dos dígitos de audiencia en el horario vespertino.
En 2018 Galofré firmó con AGTV Producciones y se encargó de los guiones de La reina de Franklin para Canal 13 (Chile). Al año siguiente, se unió al equipo de guionistas de Amor a la Catalán (2019), liderados por Camila Villagrán y dirigidos por Vicente Sabatini. La telenovela obtuvo múltiples premios, entre ellos; Premios Caleuche y Copihue de Oro.

## Televisión

### Telenovelas
| Año  | Título                                  | Cargo         | Medio               |
| ---- | --------------------------------------- | ------------- | ------------------- |
| 2003 | Puertas Adentro                         | Guionista     | Televisión Nacional |
| 2004 | Los Pincheira                           | Guionista     | Televisión Nacional |
| 2005 | Los Capo                                | Guionista     | Televisión Nacional |
| 2006 | Cómplices                               | Guionista     | Televisión Nacional |
| 2007 | El señor de La Querencia                | Guionista     | Televisión Nacional |
| 2008 | Hijos del Monte                         | Guionista     | Televisión Nacional |
| 2009 | Los ángeles de Estela                   | Guionista     | Televisión Nacional |
| 2011 | La Doña                                 | Jefe de guion | Chilevisión         |
| 2013 | Graduados                               | Jefe de guion | Chilevisión         |
| 2014 | Buscando a María                        | Jefe de guion | Chilevisión         |
| 2016 | El Camionero                            | Jefe de guion | Televisión Nacional |
| 2017 | Wena Profe                              | Jefe de guion | Televisión Nacional |
| 2018 | La reina de Franklin                    | Jefe de guion | Canal 13            |
| 2019 | Amor a la Catalán                       | Jefe de guion | Canal 13            |
| 2024 | El señor de La Querencia: Revive el mal | Guionista     | Mega                |